# Campionati del mondo di ciclocross 2022
I Campionati del mondo di ciclocross 2022 (en.: 2022 UCI Cyclo-cross World Championships) si sono svolti a Fayetteville, negli Stati Uniti, dal 29 al 30 gennaio. 
Sono state 6 le gare in programma, di cui tre maschili e tre femminili. In questa edizione si è tenuta anche una staffetta mista di 3 uomini e 3 donne.

## Programma[1]
Venerdi 28 gennaio:
- 12:30 Staffetta mista a squadre (evento prova)

Sabato 29 gennaio:
- 11:00 Donne junior
- 13:00 Uomini Under-23
- 14:30 Donne Elite

Domenica 30 gennaio:
- 11:00 Uomini junior
- 13:00 Donne Under-23
- 14:30 Uomini Elite

## Medagliere
| Pos.   | Nazione       | Oro | Argento | Bronzo | Totale |
| ------ | ------------- | --- | ------- | ------ | ------ |
| 1      | Paesi Bassi   | 2   | 4       | 2      | 8      |
| 2      | Gran Bretagna | 2   | 0       | 1      | 3      |
| 3      | Belgio        | 1   | 2       | 2      | 5      |
| 4      | Svizzera      | 1   | 0       | 0      | 1      |
| 5      | Italia        | 0   | 0       | 1      | 1      |
| Totale | Totale        | 6   | 6       | 6      | 18     |

## Podi
| Eventi            | Oro                          | Tempo    | Argento                        | Tempo | Bronzo                        | Tempo |
| Gare maschili     |                              |          |                                |       |                               |       |
| Elite dettagli    | Thomas Pidcock Gran Bretagna | 1h00'36" | Lars van der Haar Paesi Bassi  | a 30" | Eli Iserbyt Belgio            | a 32" |
| Under-23 dettagli | Joran Wyseure Belgio         | 49'21"   | Emiel Verstrynge Belgio        | a 13" | Thibau Nys Belgio             | a 33" |
| Junior dettagli   | Jan Christen Svizzera        | 43'11"   | Aaron Dockx Belgio             | s.t.  | Nathan Smith Gran Bretagna    | s.t.  |
| Gare femminili    |                              |          |                                |       |                               |       |
| Elite dettagli    | Marianne Vos Paesi Bassi     | 55'00"   | Lucinda Brand Paesi Bassi      | a 1"  | Silvia Persico Italia         | a 51" |
| Under-23 dettagli | Puck Pieterse Paesi Bassi    | 46'27"   | Shirin van Anrooij Paesi Bassi | s.t.  | Fem van Empel Paesi Bassi     | a 12" |
| Junior dettagli   | Zoe Bäckstedt Gran Bretagna  | 41'16"   | Leonie Beltveld Paesi Bassi    | a 32" | Lauren Molengraaf Paesi Bassi | a 57" |

## Staffetta mista a squadre (evento prova)
| Eventi                             | Oro                                                               | Tempo  | Argento                                                             | Tempo | Bronzo                                                        | Tempo |
| Staffetta mista a squadre dettagli | Italia Samuele Leone Silvia Persico Lucia Bramati Davide Toneatti | 31'00" | Stati Uniti Eric Brunner Katie Clouse Clara Honsinger Scott Funston | a 7"  | Belgio Daan Soete Kiona Crabbé Alicia Franck Niels Vandeputte | a 16" |